# Harold Hopkins (physicien)
Pour les articles homonymes, voir Harold Hopkins et Hopkins.
Harold Horace Hopkins (1918-1994) est un physicien britannique. 

## Biographie
Sa Théorie ondulatoire des Aberrations, (publié par Oxford University Press, 1950), est au centre de l'optique moderne et fournit les outils mathématiques permettant l'utilisation d'ordinateurs dans la conception de lentilles de haute qualité. En plus de ses travaux théoriques, nombre de ses inventions sont très utilisées aujourd'huiG. Berci, « Professor Harold H. Hopkins », Surgical Endoscopy, vol. 9, no 6,‎ 1995 (DOI 10.1007/BF00187935). Celles-ci comprennent les zooms, la fibre optique et, plus récemment, les lentilles-tige des endoscopes qui ont ouvert la porte de la chirurgie mini-invasive moderne. Il a été le récipiendaire de nombreux prix prestigieux et a été deux fois nommé pour le prix Nobel. Sa nomination à la médaille Rumford de la Royal Society en 1984 déclare « En reconnaissance de ses nombreuses contributions à la théorie et à la conception d'instruments d'optique, en particulier d'une grande variété de nouveaux instruments médicaux qui ont apporté une contribution majeure pour le diagnostic clinique et la chirurgie. »